# Gongylidiellum orduense
Gongylidiellum orduense es una especie de araña araneomorfa del género Gongylidiellum, familia Linyphiidae. Fue descrita científicamente por Wunderlich en 1995.
Se distribuye por Turquía, Cáucaso (Rusia, Georgia). El cuerpo del macho mide aproximadamente 1,5 milímetros de longitud y el de la hembra 1,98 milímetros.